# Wasser-Schaf
Der Wasser-Schaf (Guiwei, chinesisch 癸未, Pinyin guǐwèi) ist das 20. Jahr des chinesischen Kalenders (siehe Tabelle 天支 60-Jahre-Zyklus). Es ist ein Begriff aus dem Bereich der chinesischen Astrologie und bezeichnet diejenigen Mondjahre, die durch eine Verbindung des zehnten Himmelsstammes (癸,  guǐ, Element Wasser und Yīn) mit dem achten Erdzweig (未,  wèi), symbolisiert durch das Schaf (羊,  yáng), charakterisiert sind.
Nach dem chinesischen Kalender tritt eine solche Verbindung alle 60 Jahre ein. Das letzte Wasser-Schaf-Jahr begann 2003 und dauerte wegen der Abweichung des chinesischen vom gregorianischen Kalenderjahr vom 1. Februar 2003 bis 21. Januar 2004.

## Wasser-Schaf-Jahr
Im chinesischen Kalenderzyklus ist das Jahr des Wasser-Schafs 癸未guǐwèi das 20. Jahr (am Beginn des Jahres: Wasser-Pferd 壬午 rénwǔ 19).
| Liste der Wasser-Schaf-Jahre des 60-Jahres-Zyklus (Ende des Zyklus – bei Zählung vom 1. Regierungsjahr Huángdì) (Beginn des Zyklus – bei Zählung vom 61. Regierungsjahr Huángdì)            |              |              |              |              |              |              |              |              |              |              |
| Zykl. | 0            | 1            | 2            | 3            | 4            | 5            | 6            | 7            | 8            | 9            |
| 0 | 2678 v. Chr. | 2618 v. Chr. | 2558 v. Chr. | 2498 v. Chr. | 2438 v. Chr. | 2378 v. Chr. | 2318 v. Chr. | 2258 v. Chr. | 2198 v. Chr. | 2138 v. Chr. |
| 10 | 2078 v. Chr. | 2018 v. Chr. | 1958 v. Chr. | 1898 v. Chr. | 1838 v. Chr. | 1778 v. Chr. | 1718 v. Chr. | 1658 v. Chr. | 1598 v. Chr. | 1538 v. Chr. |
| 20 | 1478 v. Chr. | 1418 v. Chr. | 1358 v. Chr. | 1298 v. Chr. | 1238 v. Chr. | 1178 v. Chr. | 1118 v. Chr. | 1058 v. Chr. | 998 v. Chr.  | 938 v. Chr.  |
| 30 | 878 v. Chr.  | 818 v. Chr.  | 758 v. Chr.  | 698 v. Chr.  | 638 v. Chr.  | 578 v. Chr.  | 518 v. Chr.  | 458 v. Chr.  | 398 v. Chr.  | 338 v. Chr.  |
| 40 | 278 v. Chr.  | 218 v. Chr.  | 158 v. Chr.  | 98 v. Chr.   | 38 v. Chr.   | 23           | 83           | 143          | 203          | 263          |
| 50 | 323          | 383          | 443          | 503          | 563          | 623          | 683          | 743          | 803          | 863          |
| 60 | 923          | 983          | 1043         | 1103         | 1163         | 1223         | 1283         | 1343         | 1403         | 1463         |
| 70 | 1523         | 1583         | 1643         | 1703         | 1763         | 1823         | 1883         | 1943         | 2003         | 2063         |
| 80 | 2123         | 2183         | 2243         | 2303         | 2363         | 2423         | 2483         | 2543         | 2603         | 2663         |
| Hinweis: Die laufende Nr. des Zyklus ergibt sich aus der Zeilen-Nr. addiert mit der Spalten-Nr. Beispiel: Das Wasser-Schaf-Jahr des 35. Zyklus (Zeile 30 + Spalte 5) entspricht 578 v. Chr. |              |              |              |              |              |              |              |              |              |              |